# Alicja Korzeniecka-Bondar
Alicja Korzeniecka-Bondar – polska pedagog, dr hab. nauk społecznych, adiunkt Katedry Studiów Społecznych i Edukacyjnych i prodziekan Wydziału Nauk o Edukacji Uniwersytetu w Białymstoku.

## Życiorys
30 września 2004 obroniła pracę doktorską Nauczyciel edukacji wczesnoszkolnej jako człowiek budujący. Warunki i możliwości jego kształcenia w uniwersytecie, 25 kwietnia 2019 habilitowała się na podstawie pracy zatytułowanej Codzienny czas w szkole. Fenomenograficzne studium doświadczeń nauczycieli. Jest adiunktem w Katedrze Studiów Społecznych i Edukacyjnych, oraz prodziekanem na Wydziale Nauk o Edukacji Uniwersytetu w Białymstoku.
Była kierownikiem (p.o.) w Zakładzie Pedagogiki Ogólnej i Metodologii Badań Pedagogicznych na Wydziale Nauk o Edukacji Uniwersytetu w Białymstoku.